# Cordilheira Alta
Cordilheira Alta este un oraș în Santa Catarina (SC), Brazilia.